# Violarit
Violarit ist ein Mineral aus der Mineralklasse der „Sulfide und Sulfosalze“, das an verschiedenen Fundorten zum Teil reichlich vorhanden sein kann, insgesamt aber wenig verbreitet ist. Es kristallisiert im kubischen Kristallsystem mit der Endgliedzusammensetzung Fe2+Ni23+S4, ist also chemisch gesehen ein Eisen-Nickel-Sulfid. Strukturell gehört Violarit in die Spinell-Supergruppe.
Violarit ist in jeder Form undurchsichtig und bildet nur nierige bis massige, metallisch glänzende Aggregatformen aus. Im normalen Tageslicht zeigt er meist eine grauviolette Farbe, die sich im Auflicht zu einem deutlich sichtbaren Violett steigert. Auf der Strichtafel hinterlässt das Mineral allerdings einen schwarzen Strich.

## Etymologie und Geschichte
Entdeckt wurde Violarit in der „Vermilion Mine“ bei Denison in der kanadischen Provinz Ontario. Beschrieben wurde es 1924 von Waldemar Lindgren und W. Myron Davy, die das Mineral in Anlehnung an seine Farbe nach dem lateinischen Wort „violaceus“ für violett benannten.

## Klassifikation
Die strukturelle Klassifikation der International Mineralogical Association (IMA) zählt den Violarit zur „Spinell-Supergruppe“, wo er zusammen mit Cadmoindit, Cuprorhodsit, Daubréelith, Greigit, Indit, Joegoldsteinit, Kalininit, Linneit, Polydymit, Siegenit und Xingzhongit die „Linneit-Untergruppe“ innerhalb der „Thiospinelle“ bildet (Stand 2019).
Bereits in der veralteten 8. Auflage der Mineralsystematik nach Strunz gehörte der Violarit zur Mineralklasse der „Sulfide und Sulfosalze“ und dort zur Abteilung „Sulfide mit M : S < 1 : 1“, wo er gemeinsam mit Bornhardtit, Carrollit, Daubréelith, Greigit, Indit, Linneit, Polydymit, Siegenit, Trüstedtit und Tyrrellit sowie im Anhang mit Wilkmanit in der „Linneit-Reihe“ mit der Systemnummer II/C.01 steht.
In der zuletzt 2018 überarbeiteten Lapis-Systematik nach Stefan Weiß, die formal auf der alten Systematik von Karl Hugo Strunz in der 8. Auflage basiert, erhielt das Mineral die System- und Mineralnummer II/D.01-070. Dies entspricht ebenfalls der Abteilung „Sulfide mit dem Stoffmengenverhältnis Metall : S,Se,Te < 1 : 1“, wo Violarit zusammen mit Bornhardtit, Cadmoindit, Carrollit, Cuprokalininit, Daubréelith, Fletcherit, Florensovit, Greigit, Indit, Kalininit, Linneit, Polydymit, Siegenit, Trüstedtit und Tyrrellit die „Linneitgruppe“ mit der Systemnummer II/D.01 bildet.
Die von der International Mineralogical Association (IMA) zuletzt 2009 aktualisierte 9. Auflage der Strunz’schen Mineralsystematik ordnet den Violarit dagegen in die Abteilung „Metallsulfide mit M : S = 3 : 4 und 2 : 3“ ein. Diese ist zudem weiter unterteilt nach dem genauen Stoffmengenverhältnis. Das Mineral ist hier entsprechend seiner Zusammensetzung in der Unterabteilung „M : S = 3 : 4“ zu finden, wo es zusammen mit Bornhardtit, Cadmoindit, Carrollit, Cuproiridsit, Cuprorhodsit, Daubréelith, Fletcherit, Florensovit, Greigit, Indit, Kalininit, Linneit, Malanit, Polydymit, Siegenit, Trüstedtit, Tyrrellit und Xingzhongit die „Linneitgruppe“ mit der Systemnummer 2.DA.05 bildet.
Die von der Mineraldatenbank „Mindat.org“ weitergeführte Strunz-Klassifikation, die sich im Aufbau nach der 9. Auflage der Strunz’schen Mineralsystematik richtet, führt in der Gruppe 2.DA.05 auch die nach 2009 neu beschriebenen Spinelle Berndlehmannit, Cuprokalininit, Joegoldsteinit, Nickeltyrrellit und Shiranuiit auf. Die Spinelle Ezochiit und Grimmit werden hier zusammen mit Ferrodimolybdänit (FeMo2S4), Zaykovit (Rh3Se4) und Zolenskyit (FeCr2S4) der allgemeineren Gruppe 2.DA (Metallsulfide mit M:S=3:4) zugewiesen.
In der vorwiegend im englischen Sprachraum gebräuchlichen Systematik der Minerale nach Dana hat Violarit die System- und Mineralnummer 02.10.01.08. Das entspricht ebenfalls der Klasse der „Sulfide und Sulfosalze“ und dort der Abteilung „Sulfidminerale“. Hier findet er sich innerhalb der Unterabteilung „Sulfide – einschließlich Seleniden und Telluriden – mit der Zusammensetzung AmBnXp, mit (m+n) : p = 3 : 4“ in der „Linneitgruppe (Isometrisch: Fd3m)“, in der auch Linneit, Carrollit, Fletcherit, Tyrrellit, Bornhardtit, Siegenit, Polydymit, Trüstedtit, Greigit, Daubréelith, Indit, Kalininit, Florensovit, Cuproiridsit, Cuprorhodsit, Malanit, Ferrorhodsit und Cadmoindit eingeordnet sind.

## Kristallstruktur
Violarit kristallisiert kubisch in der Raumgruppe Fd3m (Raumgruppen-Nr. 227) mit dem Gitterparameter a = 9,45 Å sowie 8 Formeleinheiten pro Elementarzelle.

## Bildung und Fundorte
Violarit bildet sich durch hydrothermale Vorgänge aus Pentlandit und findet sich meist als akzessorischer Bestandteil in intramagmatischen Eisen-Nickel-Erzen.
Als relativ seltene Mineralbildung kann Violarit an verschiedenen Orten zum Teil zwar reichlich vorhanden sein, insgesamt ist er jedoch wenig verbreitet. Weltweit sind bisher etwas mehr als 400 Vorkommen für Violarit dokumentiert (Stand 2025). Neben seiner Typlokalität „Vermilion Mine“ bei Denison trat das Mineral noch in vielen weiteren Minen in den Provinzen Ontario, Manitoba und Québec sowie bei St. Stephen in der Provinz New Brunswick, in der „Tilt Cove Mine“ bei Betts Cove auf Neufundland, in der „Rottenstone Mine“ in der Provinz Saskatchewan und in der Wellgreen Cu-Ni-PGE-Lagerstätte bei Kluane nahe Whitehorse in Yukon auf.
In Deutschland konnte Violarit bisher nur in der Grube „Friedrich-August“ bei Horbach nahe St. Blasien in Baden-Württemberg, der Grube „Lammerichskaule“ bei Oberlahr und am Moschellandsberg (Landsberg) bei Obermoschel in Rheinland-Pfalz, in der Sulfid-Lagerstätte bei Sohland an der Spree in der Oberlausitz in Sachsen und in der Ronneburger Uran-Lagerstätte in Thüringen gefunden werden.
In Österreich wurde das Mineral bisher nur an wenigen Fundorten gefunden wie unter anderem im Serpentinit-Steinbruch bei Griesserhof (Gulitzen) nahe Hirt im Bezirk Friesach-Hüttenberg (Kärnten), am Totenkopf in den Hohen Tauern (Salzburg), in der „Grube Breitenau“ am Hochlantsch (Steiermark) und am Gumpachkreuz im Hinterbichler Dorfertal in Osttirol.
In der Schweiz trat Violarit bisher bei Oberhalbstein im Kanton Graubünden, in mehreren Gruben der Gemeinde Ayer (Val d’Anniviers) und am Schwarzhorn im Binntal im Kanton Wallis auf.
Weitere Fundorte liegen unter anderem in Afghanistan, Ägypten, Argentinien, Äthiopien, Australien, Belgien, Botswana, Brasilien, Bulgarien, China, Finnland, Frankreich, Grönland, Indien, Italien, Japan, Kasachstan, Nord- und Südkorea, Mexiko, Neuseeland, Norwegen, Pakistan, auf den Philippinen, in Russland, Sambia, Schweden, Simbabwe, der Slowakei, in Spanien, Südafrika, Tschechien, im Vereinigten Königreich (Großbritannien), den Vereinigten Staaten von Amerika (USA), Vietnam.